# Port Ellen (distillerie)
Port Ellen était une distillerie de whisky située sur l’île d'Islay, en Écosse. Elle se trouve sur la côte sud de l'île à proximité des distilleries de Laphroaig et Lagavulin. La distillerie a définitivement fermé ses portes en 1983. Les bouteilles encore commercialisées par des embouteilleurs indépendants sont très recherchées.
Aujourd'hui, Port Ellen est une malterie et fournit en malt les distilleries d'Islay et d'alentour.

## Histoire
La distillerie de Port Ellen fut créée en 1820, un peu avant la promulgation de l'Excise Act qui rendait légale en Écosse la distillation et l’élaboration du whisky, par AK Mackay en 1820 sur l'île d'Islay. Après avoir été rachetée par John Ramsay en 1836, elle se lance dans l’exportation de son whisky. Elle est alors la première distillerie écossaise à exporter son single malt vers les  États-Unis.
Port Ellen est aussi à la pointe des évolutions technologiques. C’est dans cette distillerie qu’a été utilisé pour la première fois un coffre à alcool (spirit safe) dans le processus de distillation.
L’histoire de la distillerie fut assez mouvementée, alternant des périodes de production et des périodes de fermeture. Port Ellen fut fermée de 1929 à 1966. En 1967, la production reprend, après un investissement qui permet à la distillerie de passer de deux alambics chauffés au charbon à quatre, dont la chauffe passe rapidement à la vapeur.
En 1983, alors que le marché du whisky subissait une forte crise, la distillerie a définitivement fermé ses portes. Diageo, son propriétaire, possédait déjà sur l’île d’Islay les distilleries de Caol Ila et de Lagavulin. Il considéra alors ne pas avoir besoin d’une troisième distillerie sur quasiment le même site. Toute production d’alcool fut arrêtée. La distillerie perdit même sa licence de distillation. Les bâtiments eux-mêmes ont commencé à être détruits. Un des trois toits en forme de pagode a été détruit en 2004.

### Production
La production a été arrêtée en 1984. Il existe néanmoins dans le commerce des bouteilles issues de fûts précieusement conservés et commercialisées par des embouteilleurs indépendants. Ces bouteilles sont très rares et donc vendues à des prix très élevés.
En 2024, après 40 ans de fermeture, la production reprend.
Les single malts de Port Ellen sont typiques des whiskys d'Islay : tourbés, iodés et épicés. La finesse et l'équilibre des whiskys commercialisés par cette distillerie sont particulièrement réputés.
Exemples de bouteilles disponibles en 2008 :
- Port Ellen 1982 (25 ans) 55,7 %, Signatory Vintage
- Port Ellen 1982 40 %, Gordon & Macphail
- Port Ellen 1979 (27 ans) 50 %, Douglas Laing

Diageo commercialise également de très petites quantités de whisky de Port Ellen.

## Port Ellen Maltings

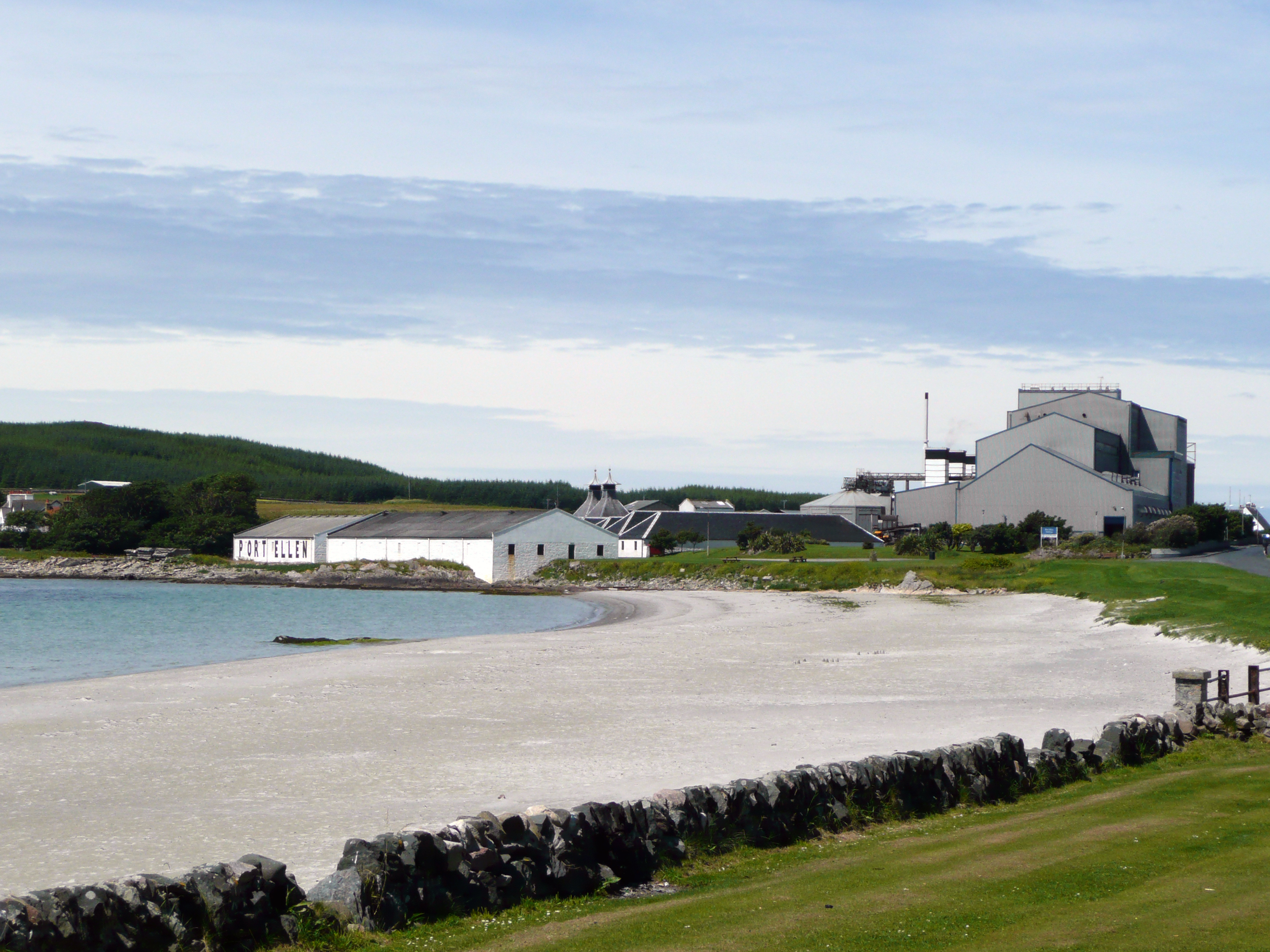
La malterie de Port Ellen

La distillerie a été équipée en 1973 d’une malterie. C’est désormais la seule activité industrielle maintenue sur le site. Port Ellen alimente maintenant les autres distilleries de l’île d’Islay : Lagavulin, Caol Ila, mais aussi Ardbeg, Laphroaig, Bunnahabhain, Kilchoman, ainsi que celle de Tobermory sur l’île de Mull.
Aujourd'hui, Port Ellen produit environ 20 000 tonnes de malt par an.
L'eau utilisée provient du Loch Leorin. L'orge utilisée appartient généralement aux variétés «Optic » ou « Troon » ; elle est livrée par bateau, à raison d'environ 1 200 tonnes à la fois.
La malterie dispose de huit cuves de germination, de plusieurs aires de maltage et de trois fours de séchage, alimentés principalement par du fioul. Chaque four est également équipé d'un fourneau à tourbe, qui permet d'imprégner le « malt vert » à la teneur en phénol souhaitée. Selon The Quaich, il faut chauffer le malt pendant près de 12 heures pour obtenir une teneur de 15 à 20 ppm, et 18 heures pour un taux de 45 ppm.
Le séchage terminé, le malt est laissé « au repos » pendant trois semaines avant d'être envoyé dans les distilleries auxquelles il est destiné.